# Grammatostomias dentatus
Grammatostomias dentatus és una espècie de peix de la família dels estòmids i de l'ordre dels estomiformes.

## Morfologia
- Els mascles poden assolir 15,9 cm de longitud total.[4][5]

## Hàbitat
És un peix marí i d'aigües profundes que viu fins als 3.786 m de fondària.

## Distribució geogràfica
Es troba a l'oest de Cap Verd, l'Atlàntic nord (entre 20°N i 38°N) i el sud-oest de l'Atlàntic (entre 20°S i 30°S).